# راکت مورگج فیلدهاوس
راکت مورگج فیلدهاوس (به انگلیسی: Rocket Mortgage FieldHouse) یک مرکز چند منظوره ورزشی است که در شهر کلیولند قرار دارد و متعلق به تیم های بسکتبال کلیولند کاوالیرز و تیم هاکی روی یخ کلیولند مانسترز است.